# Bahnbetriebswerk Zweibrücken
Das Bahnbetriebswerk Zweibrücken (Kurzform Bw Zweibrücken) war ein von 1914 bis 1985 bestehendes Bahnbetriebswerk, das bis 1962 eine eigenständige Betriebsstelle bildete. 

## Geschichte

### Anfangszeit
Der in den 1870er Jahren eröffnete Zweibrücker Bahnhof, der seinen Vorgänger von 1857 ersetzte, entwickelte sich durch die Inbetriebnahme der Bahnstrecken Landau–Zweibrücken, Zweibrücken–Saargemünd und Zweibrücken–Brenschelbach zu einem Eisenbahnknotenpunkt. Aus diesem Grund errichteten die Königlich Bayerischen Staatseisenbahnen, denen seit 1. Januar 1909 das gesamte Eisenbahnnetz in der Pfalz unterstand, im Jahr 1914 ein Bahnbetriebswerk. Dieses entstand im östlichen Teil des Bahnhofs. Es unterstand der Maschineninspektion – Abgekürzt MI genannt – in Kaiserslautern.
1922 erfolgte die Eingliederung des Werks in die neu gegründete Reichsbahndirektion Ludwigshafen. In den Folgejahrzehnten waren im Werk Dampflokomotiven der Baureihen 56.20-29, 935, 945 und für kurze Zeit die 95 stationiert. Letztere verschwand im Jahr 1946 aus dem Werk. Im Zuge der Auflösung der Rbd Ludwigshafener wechselte es zum 1. April 1937 in den Zuständigkeitsbereich der Rbd Saarbrücken. Es trug damals die offizielle Abkürzung „Zw“ und unterstand dem Maschinenamt Kaiserslautern. Darüber hinaus hatte das Werk während dieser Zeit Kraftwagen zugeteilt bekommen. Im April 1939 war entsprechend der Zahl seiner Angestellten Kategorie C (75 bis 199 Mitarbeiter) zugeordnet. 1941 stieg deren Anzahl kriegsbedingt auf 230 Mitarbeiter an.

### Nachkriegszeit und Aufgabe
Die neu gegründete Deutsche Bundesbahn gliederte das Werk in die Bundesbahndirektion Mainz ein, der sie das gesamte Bahnnetz innerhalb des neu geschaffenen Bundeslandes Rheinland-Pfalz zuteilte. Während dieser Zeit waren unter anderem Loks aus Baureihe 86 im Werk beheimatet. Am 30. September 1962 wurde das Werk als eigenständige Betriebsstelle aufgegeben und war fortan nur noch eine Außenstelle des Bw Saarbrücken.
Im Zuge der schrittweisen Auflösung der Mainzer Direktion Anfang der 1970er Jahre war mit Wirkung des 1. August 1971 erneut ihr Pendant in Saarbrücken für das Betriebswerk zuständig.
1985 wurde das Werk samt dem zweiständigen Lokschuppen ganz aufgegeben.

## Einsatzgebiet
Einsatzgebiet des Betriebswerks waren hauptsächlich die Strecken in und um Zweibrücken, so vor allem die Bahnstrecken Landau–Rohrbach und Homburg–Zweibrücken sowie die Hornbachbahn und die Bliestalbahn. Da letztere sowie der größte Teil der Strecke nach Homburg 1920 zusammen mit der Region westlich von Zweibrücken dem neu geschaffenen Saargebiet zugeschlagen worden war, verringerte sich der Einsatzradius entsprechend. Weitere Strecken, auf denen Loks aus Zweibrücken zum Einsatz kamen, waren die Biebermühlbahn sowie das Bahnnetz nordwestlich von Kaiserslautern in Form der Glantalbahn, der Lautertalbahn und der Bahnstrecke Landstuhl–Kusel.